# Matt McColm
Matt McColm, właśc. Matthew McColm (ur. 31 stycznia 1965) – amerykański aktor filmowy i telewizyjny, kaskader i model, znany z muskularnej budowy ciała, występował przede wszystkim w filmach akcji.

## Życiorys

### Wczesne lata
Jego rodzina pochodzi z Santa Barbara. Wychowywał się z bratem-bliźniakiem Markiem; uczęszczał do szkoły średniej Bishop Garcia Diego High School. Stał się mistrzem karate, ma czarny pas.

### Kariera
Karierę w branży filmowej rozpoczął w 1979, występując jako kaskader w filmie telewizyjnym Nocny jeździec. W połowie lat 80. i na początku lat 90. pracował jako model (190 cm wzrostu) dla najbardziej prestiżowych projektantów: Ralpha Laurena (1994, 1991 i 1988), Calvina Kleina i Gianniego Versace.
Jako aktor zadebiutował epizodycznym występem w odcinku serialu telewizyjnego St. Elsewhere pod tytułem Remembrance of Things Past (1985). Dopiero cztery lata później pojawił się na dużym ekranie, w kultowym filmie science-fiction Alberta Pyuna Cyborg, jako bandyta.

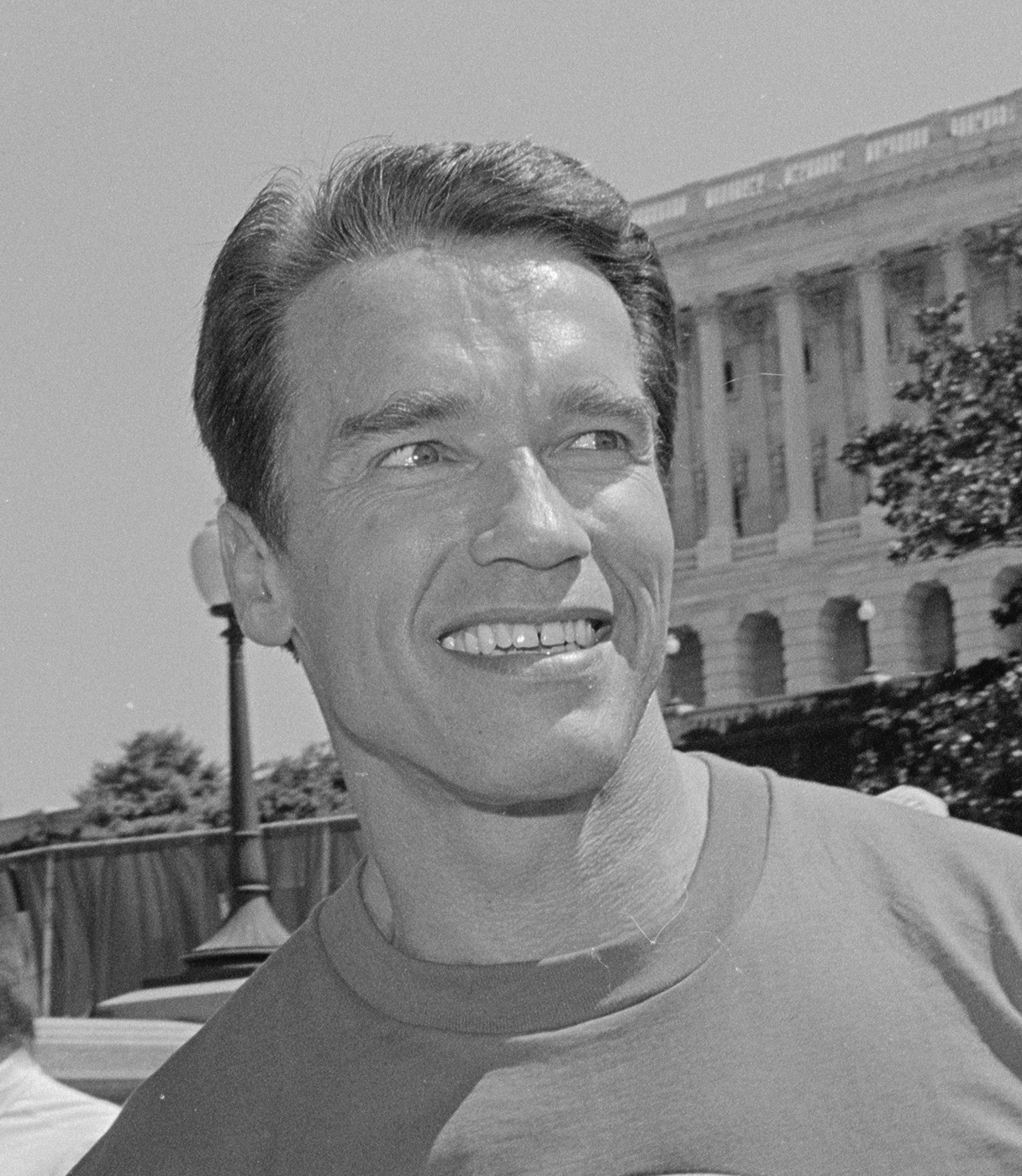
Na przełomie 1990 1991 roku McColm pracował jako dubler Arnolda Schwarzeneggera w kasowym filmie Terminator 2: Dzień sądu.

Był dublerem Arnolda Schwarzeneggera w filmie Terminator 2: Dzień sądu (1991). Na początku lat dziewięćdziesiątych został zaangażowany w produkcję sequela filmu Czerwony skorpion (1988) z udziałem Dolpha Lundgrena. Powierzono mu pierwszoplanową rolę Nicka Stone’a, dowodzącego specjalnym oddziałem wojskowym, mającym zniszczyć neonazistowską organizację.
Na łamach światowej prasy Międzynarodowy Sojusz Producentów Filmowych (IPA) nazwał McColma „nową gwiazdą kina akcji rozpoczynającej się dekady”. Rozwój kariery w świecie filmu ułatwiły mu atrakcyjność fizyczna oraz silna, umięśniona sylwetka.
Czerwony skorpion 2 został wydany w 1994 i zebrał negatywne recenzje krytyków. McColm wcielił się następnie w główne role w filmach sensacyjnych: Tajna przesyłka (1996), Obrońca (1998), Akt zdrady (1997) i Fight and Revenge (1997; film uważa się za zaginiony), tytułową postać zagrał w serialu Nocny człowiek (1997–1999) oraz jego pełnometrażowej ekranizacji (1997).
W dreszczowcu szpiegowskim Tajna przesyłka (Subterfuge, 1996) wystąpił jako Jonathan Slade, były żołnierz, który wypełnia specjalne zadanie dla agencji CIA.
W listopadzie 1996 redaktor czasopisma „Los Angeles Times” okrzyknął byłego modela wschodzącym gwiazdorem kina akcji, wzorującym się na takich aktorach jak Arnold Schwarzenegger czy Sylvester Stallone.
Pojawił się jako ochroniarz w scenie klubowej filmu neo-noir John Wick (2014).
Producenci filmu akcji When Eagles Strike (2003) chcieli obsadzić McColma w roli porucznika Andrew Peersa, bazując na jego reputacji i rozwiniętej muskulaturze. Ostatecznie angaż otrzymał były kulturysta Christian Boeving. Jako kaskader McColm wystąpił w blisko osiemdziesięciu filmach, w tym w kontrowersyjnym Apocalypto (2006) w reżyserii Mela Gibsona czy filmie fantastyczno-naukowym Wyspa (2005) Michaela Baya.
Został uwzględniony w rankingu „herosów ery VHS” – zestawieniu aktorów, którzy „rządzili wyobraźnią widzów” w latach 80. i 90. Lista pojawiła się na stronie gornaoglada.pl; Marta Górna uznała, że McColm „ma sporą rzeszę fanek, czemu trudno się dziwić”.

## Życie prywatne
Żonaty z Jennifer McAllister McColm, jest ojcem.

## Filmografia

### Aktor
- St. Elsewhere (1985) jako uczeń college’u
- Cyborg (1989) jako bandyta
- Noc wojownika (1991, Night of the Warrior) jako nieruchomy model
- Terminator 2: Dzień sądu (1991, Terminator 2: Judgment Day) (dubler)
- Słoneczny patrol (1991–2001, Baywatch) jako Frank Riddick/Drew Lawrence/Derek Hart
- Czerwony skorpion 2 (1994, Red Scorpion 2) jako Nick Stone
- Przygoda na Dzikim Zachodzie (1994, The Adventures of Brisco County Jr.) jako porucznik Rayford
- Tajna przesyłka (Subterfuge, 1996) jako Jonathan Slade
- Akt zdrady (1997, Acts of Betrayal) jako Lance Cooper
- Fight and Revenge (1997) jako sierżant John Trenton
- Nocny człowiek − serial tv (1997–1999, Night Man) jako Johnny Domino/Night Man
- Nocny człowiek − film fabularny (1997, Night Man) jako Johnny Domino/Night Man
- Obrońca (1998, The Protector) jako Kenneth James Conway
- Kosmiczni kowboje (2000, Space Cowboys) jako młody Tank
- Bette (2001) jako przystojny mężczyzna
- Matrix: Reaktywacja (2003, The Matrix Reloaded) jako agent Thompson
- Matrix: Rewolucje (2003, The Matrix Revolutions) jako agent Thompson
- Enter the Matrix (gra komputerowa; 2003) jako agent Thompson
- Komórka (2004, Celluar) jako Deason
- The L Word (2005) jako bramkarz
- Zabójcze umysły (2005, Criminal Minds) jako SWAT #1
- Confessions of an Action Star (2005) jako komandor
- CSI: Kryminalne zagadki Miami (2006, CSI: Miami) jako Jake Richmond
- Szklana pułapka 4.0 (2007, Live Free or Die Hard) jako terrorysta
- Terminator: Kroniki Sary Connor (2008, Terminator: The Sarah Connor Chronicles) jako Vick Chamberlain
- Nieustraszony (2009, Knight Rider) jako poplecznik
- Spis drani (2011, The Hit List) jako policjant w samochodzie
- Druga twarz (2011, The Double) jako strażnik
- R.I.P.D. − Agenci z zaświatów (2013, R.I.P.D.) jako policjant
- John Wick (2014) jako ochroniarz w klubie

### Kaskader
| - Nocny jeździec (1979, The Night Rider) - Złote dziecko (1986, The Golden Child) - Zamach (1987, Assassination) - Piękna i Bestia (1987, Beauty and the Beast) - Maniakalny glina (1988, Maniac Cop) - Nico – ponad prawem (1988, Above the Law) - Na celowniku (1988, Under the Gun) - Błękitny gliniarz (1988, Shakedown) - Elvira, władczyni ciemności (1988, Elvira, Mistress of the Dark) - Oni żyją (1988, They Live) - Moonwalker (1988) - Towarzystwo (1989, Society) - Jednoosobowa armia (1989, One Man Force) - Szalona małolata (1989, She’s Out of Control) - Różowy cadillac (1989, Pink Cadillac) | - W.B., Blue and the Bean (1989) - Kochany urwis (1990, Problem Child) - Pacific Heights (1990) - Żółtodziób (1990, The Rookie) - Kapitan Ameryka (1990, Captain America) - Nieustraszony 2000 (1991, Knight Rider 2000) - Diplomatic Immunity (1991) - Władca zwierząt 2 (1991, Beastmaster 2: Through the Portal of Time) - Jak obrobić Beverly Hills (1991, The Taking of Beverly Hills) - Autostrada do piekła (1991, Highway to Hell) - Freejack (1992) - Czacha dymi (1992, Brain Donors) - Maniakalny glina 3 (1993, Maniac Cop 3: Badge of Silence) - Potyczki z tatą (1994, Getting Even with Dad) | - Dzieciak (2000, The Kid) - Pearl Harbor (2001) - Daredevil (2003) - Van Helsing (2004) - Pan i pani Smith (2005, Mr. & Mrs. Smith) - Wyspa (2005, The Island) - Koniec świata (2006, Southland Tales) - Apocalypto (2006) - Next (2007) - Szklana pułapka 4.0 (2007, Live Free or Die Hard) - Transformers (2007) - Operacja Argo (2012, Argo) - Wolverine (2013, The Wolverine) - Nocne życie (2016, Live By Night) |